# Пропорционални бројач
Пропорционални бројач је врста детекторског уређаја за гасну јонизацију која се користи за мерење честица јонизујућег зрачења. Кључна карактеристика је његова способност да мери енергију упадног зрачења, тако што производи излазни импулс детектора који је пропорционалан енергији зрачења коју детектор апсорбује услед јонизујућег догађаја; отуда и назив детектора. Широко се користи тамо где морају бити познати енергетски нивои упадног зрачења, као што је дискриминација између алфа и бета честица, или тачно мерење дозе рендгенског зрачења.
Пропорционални бројач користи комбинацију механизама Гајгер-Милерове цеви и јонизационе коморе, и ради у области средњег напона између њих. Пратећи дијаграм приказује област радног напона пропорционалног бројача за коаксијални распоред цилиндара.

## Начин рада
У пропорционалном бројачу гас за пуњење коморе је инертни гас који је јонизован упадним зрачењем и гас за гашење да би се осигурало да се свако импулсно пражњење заврши; уобичајена смеша је од 90% аргона, 10% метана, позната као П-10. Јонизујућа честица која улази у гас судара се са атомом инертног гаса и јонизује га да би произвела електрон и позитивно наелектрисан јон, опште познат као "јонски пар". Док јонизујућа честица путује кроз комору, она оставља траг јонских парова дуж своје путање, чији је број пропорционалан енергији честице ако је потпуно заустављена у гасу. Обично заустављена честица од 1 MeV ствара око 30.000 јонских парова.
Геометрија коморе и примењени напон су такви да је у већем делу коморе јачина електричног поља ниска и комора делује као јонска комора. Међутим, поље је довољно јако да спречи рекомбинацију јонских парова и изазива померање позитивних јона ка катоди, а електрона ка аноди. Ово је регион "односа јона". У непосредној близини анодне жице, јачина поља постаје довољно велика да произведе Таунсендове лавине. Ова област лавине се јавља само у деловима милиметра од анодне жице, која је сама по себи веома малог пречника. Сврха овога је да се искористи ефекат множења лавине коју производи сваки пар јона. Ово је регион "лавине".
Кључни циљ дизајна је да сваки оригинални јонизујући догађај услед инцидентног зрачења произведе само једну лавину. Ово је да се обезбеди пропорционалност између броја оригиналних догађаја и укупне струје јона. Из тог разлога, примењени напон, геометрија коморе и пречник анодне жице су критични да би се обезбедио пропорционалан рад. Ако лавине почну да се самоумножавају због УВ фотона као што то раде у Гајгер-Мулеровој цеви, тада бројач улази у област „ограничене пропорционалности“ све док се при већем примењеном напону не догоди Гајгеров механизам пражњења са потпуном јонизацијом гасног омотача. анодна жица и последични губитак информација о енергији честица.
Стога се може рећи да пропорционални бројач има кључну дизајнерску карактеристику два различита региона јонизације:
Регион дрифта јона: у спољној запремини коморе – стварање броја парова јона пропорционалних енергији упадног зрачења.
Регион лавине: у непосредној близини аноде – појачање наелектрисања струја јонских парова, уз одржавање локализованих лавина.
Процес појачања пуњења у великој мери побољшава однос сигнал-шум детектора и смањује накнадно потребно електронско појачање.
Укратко, пропорционални бројач је генијална комбинација два механизма јонизације у једној комори која налази широку практичну примену.

### Гасне мешавине
Обично је детектор напуњен племенитим гасом; имају најниже напоне јонизације и не разграђују се хемијски. Обично се користе неон, аргон, криптон или ксенон. Рендгенски зраци ниске енергије најбоље се детектују лакшим језгрима (неон), који су мање осетљиви на фотоне веће енергије. Криптон или ксенон се бирају за рендгенске зраке веће енергије или за већу жељену ефикасност.
Често се главни гас меша са додатком за гашење. Популарна смеша је П10 (10% метана, 90% аргона).
Типичан радни притисак је 1 атмосфера (око 100 kPa).

## Појачавање сигнала множењем
У случају цилиндричног пропорционалног бројача, множење, М, сигнала изазваног лавином може се моделирати на следећи начин:
{\displaystyle \ln M={\frac {V}{\ln(b/a)}}{\frac {\ln 2}{\Delta V_{\lambda }}}\left[\ln \left({\frac {V}{pa\ln(b/a)}}\right)-\ln K\right]}
Где је a полупречник анодне жице, b полупречник бројача, p притисак гаса, и V радни напон. K је својство употребљеног гаса и повезује енергију потребну за изазивање лавине са притиском гаса. Завршни термин {\displaystyle \Delta V_{\lambda }} даје промену напона изазвану лавином.

## Примена
Пропорционални бројач је погодан за мерење алфа честица, првенствено из два разлога. Његовом употребом у проточном облику избегава се употреба прозора. С друге стране електронска апаратура може тако да се подеси да прима само веће импулсе проузроковане алфа честицама, док бета и гама остају недетектоване, што олакшава мерење алфа честицама у присуству осталог зрачења. 
У случају бета честица, пропорционални бројач се употребљава за одбројавање, док као спектрометар може да мери само спектар нижих енергија. 
За веће енергије требало би знатно повећати димензије или притисак што није нарочито практично. 
Код мерења гама зрачења важно је да је пропорционални бројач гасног типа што значи да има малу ефикасност. 
Ситуација се побољшава на ниском енергијама, испод 100 keV, где употрбом тешког гаса,као што је ксенон, ефикасност може да достигне 10%. 
Једна од најважнијих примена пропорциналног бројача је детекција неутрона. Најчешђе се користи нуклеарна реакција неутрона са изотопом бора, 10V. Кад неутрон упадне у језгро 10V у стању је да избаци алфа честицу која се детектује. Бор може да се стави или на зидове бројача или употребљава у форми гаса. У овом друго случају који се често сусреће, бор се налази као хемијско једињење BF3.

## Детекција алфа, бета и гама зрачења помоћу пропорционалног бројача
Пропорционални бројачи у облику планарних детектора велике површине се у великој мери користе за проверу радиоактивне контаминације на:
- особљу,

- равним површинама,
- алатима,
- одевним предметима.

Пропорционални бројачи се обично користе за откривање алфа и бета честица. Они могу омогућити дискриминацију између њих обезбеђујући импулсни излаз пропорционалан енергији сваке честице депоноване у комори. Имају високу ефикасност за бета, али нижу за алфа честиц. Да би алфа и бета честице биле откривене пропорционалним бројачима, мора им се дати танак прозор. Овај „крајњи прозор“ мора бити довољно танак да алфа и бета честице могу продрети. Међутим, прозор скоро било које дебљине спречиће алфа честицу да уђе у комору. Прозор је обично направљен од лискуна са густином од око 1,5 – 2,0 mg/cm² како би се омогућило бета честице ниске енергије (нпр од угљеника-14) за улазак у детектор. Смањење ефикасности за алфа је последица ефекта слабљења крајњег прозора, иако растојање од површине која се проверава такође има значајан утицај. У идеалном случају, извор алфа зрачења треба да буде мањи од 10 mm од детектора због слабљења у ваздуху.
Гама зраци имају врло мало проблема да продру кроз металне зидове коморе. Због тога се пропорционални бројачи могу користити за детекцију гама зрачења и рендгенских зрака (танкозидне цеви) заједнички познатих као фотони, а за то се користи цев без прозора.
Главни недостатак коришћења пропорционалних бројача у преносивим инструментима је тај што им је потребно веома стабилно напајање и појачало да би се обезбедили константни радни услови (у средини пропорционалног региона). Ово није лако обезбедити у преносивом инструменту, тако да се пропорционални бројачи чешће користе у фиксним или лабораторијским инструментима.